# Pono
Pono [ˈpoʊnoʊ]（ポノ）は、ニール・ヤングによって考案された音楽ダウンロードサービス・プレイヤー・音声ファイルフォーマットである。プレスリリースによると、Ponoの目的は「圧縮された低品質のMP3に対峙する」「レコーディングでの最初の音源とする」であり、2014年の早い時期に発売する予定である。
2012年9月、ニール・ヤングによりレイト・ショー・ウィズ・デイヴィッド・レターマンでプレイヤーの試作品が公開された。3大レコード会社のワーナー・ミュージック・グループ、ユニバーサルミュージック、ソニー・ミュージックエンタテインメントの報告によれば、各社の楽曲をPonoに対応するようにリマスターすることに合意している。ポノは、iTunesの潜在的な競争相手だという意見もある。
pono (発音 [ˈpono])という名称は、ハワイ語でrighteousness（公正・正義・実直）を意味する。
2016年7月17日、PonoMusicは倒産したコンテンツパートナーであるOmnifoneをApple Incが買収したため、一時的に停止すると発表した。ー彼らはさらに、この停止期間中にPonoMusicは7digitalが提供する新しいプラットフォームに移行すると述べた。しかし、ウェブサイトはそれ以来、非運営の「工事中」状態にある。
2017年4月、ヤングはPonoMusicストアの廃止を発表したが、将来的にはダウンロード・モデルから "Xstream "として知られるハイレゾ・ストリーミング・サービスに移行する予定であると発表した。しかしながら、2019年10月の時点では、このサービスはまだ開始されておらず、今後についてのさらなる発表はない。